# Sumpf-Sternmiere
Die Sumpf-Sternmiere (Stellaria palustris) ist eine Pflanzenart aus der Gattung der Sternmieren (Stellaria) innerhalb der Familie der Nelkengewächse (Caryophyllaceae). Sie ist in Eurasien weitverbreitet.

## Beschreibung

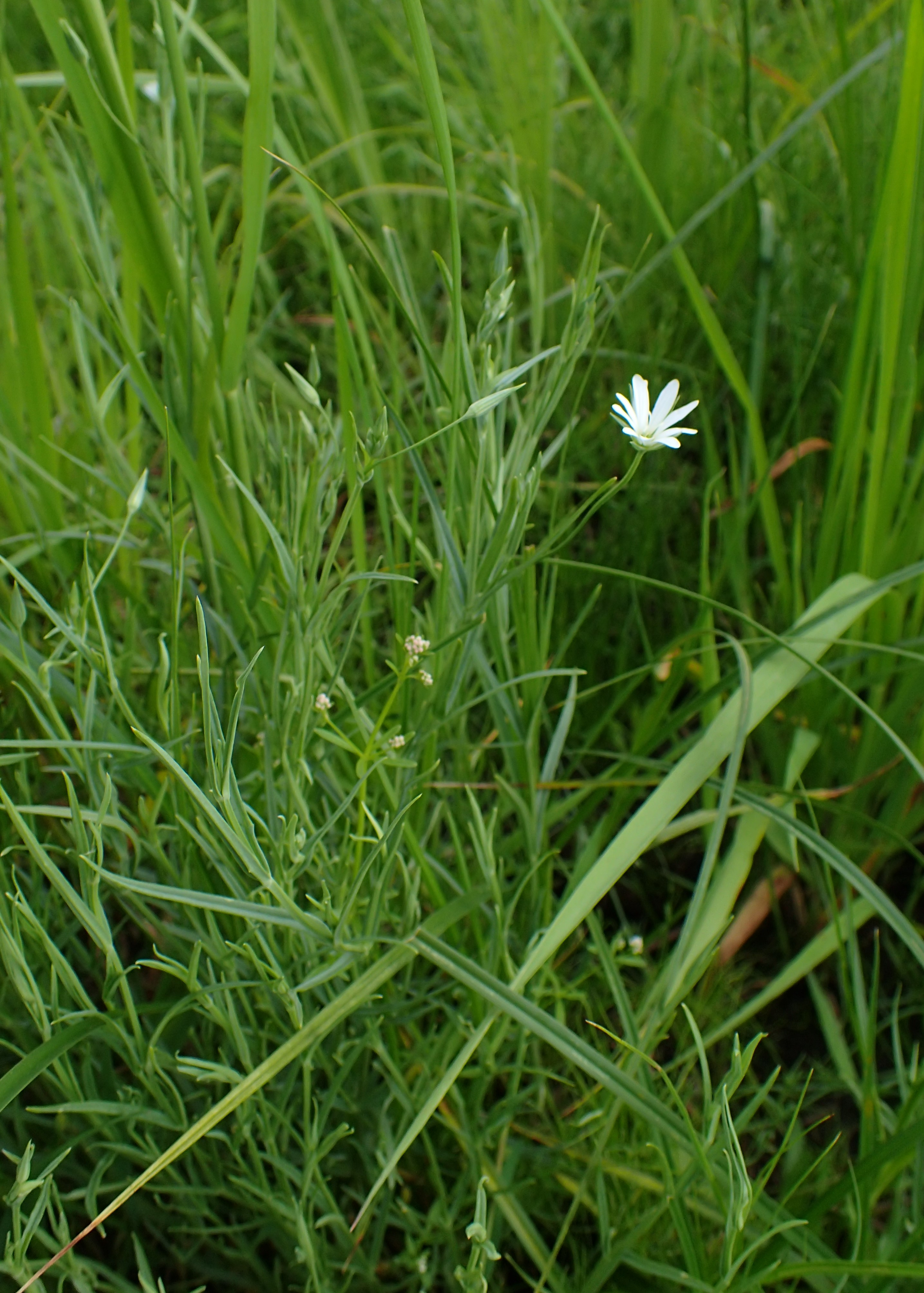
Habitus

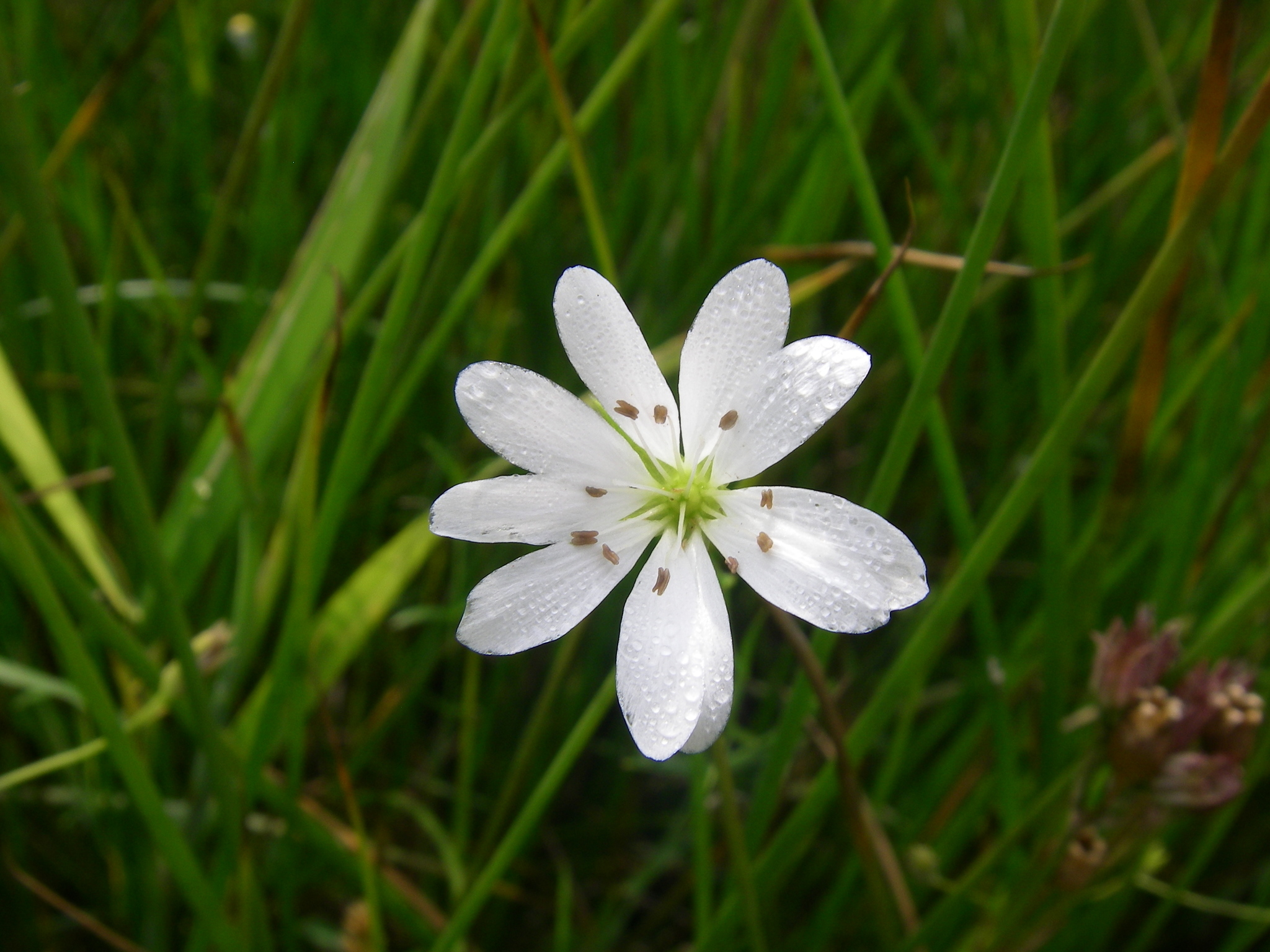
Radiärsymmetrische, fünfzählige Blüte im Detail

### Erscheinungsbild und Blatt
Die Sumpf-Sternmiere wächst als überwinternd grüne, ausdauernde, krautige Pflanze, die Wuchshöhen von meist 30 bis 45 (10 bis 60) Zentimetern erreicht. Alle Pflanzenteile sind kahl, darin unterscheidet sie sich von ähnlichen Arten. Sie bildet ein dünnes, kriechende Rhizom als Überdauerungsorgan. Mehrere aufrechte, relativ dünne, vierkantige, kahle, grau-grüne, papillöse, an ihrer Basis wenig verzweigte Stängel stehen zusammen.
Die gegenständig am Stängel angeordneten Laubblätter sind sitzend. Die einfache, blau- bis rosafarben-grüne, meist bereifte Blattspreite ist mit einer Länge von 1,5 bis 5 Zentimetern sowie einer Breite von 1 bis 4 Millimetern linealisch-lanzettlich mit leicht verschmälerter, keilförmiger Spreitenbasis und spitzem oberen Ende. Beide Blattflächen sind kahl und der deutliche Mittelnerv ist auf der Blattunterseite papillös. Der glatte Blattrand ist papillös.

### Blütenstand und Blüte
Der endständige, auf einem 7 bis 10 Zentimeter langen Blütenstandsschaft stehende, dichotome, zymöse Blütenstand enthält selten nur eine, meist zwei bis 21 Blüten. Die kahlen, krautigen oder trockenhäutigen, weißlichen Trag- und Deckblätter sind mit einer Länge von 2 bis 7 Millimetern lanzettlich und besitzen eine grüne Mittelrippe und einen häutigen bis trockenhäutigen Rand. Der aufsteigende, kahle Blütenstiel weist eine Länge von 3 bis 10 Zentimetern auf.
Die Blütezeit reicht von Mai bis Juli. Die zwittrige Blüte ist bei einem Durchmesser von 12 bis 18 Millimetern radiärsymmetrisch und fünfzählig mit doppelter Blütenhülle. Die Kronblätter sind eineinviertel bis doppelt so lang wie die Kelchblätter. Die fünf freien, kahlen Kelchblätter sind bei einer Länge von (4 bis 8) meist 5 bis 7 Millimeter lanzettlich mit einem spitzen oberen Ende und besitzen drei deutliche Nerven und einen breiten, häutigen oder trockenhäutigen Rand. Die fünf weißen Kronblätter sind bis fast zur Basis zweigeteilt und diese Kronlappen sind linealisch mit stumpfem oberen Ende. Es sind zwei Kreise mit je fünf Staubblättern vorhanden; sie sind nur wenig länger als die Kelchblätter. Die Staubbeutel sind oft rot gefärbt. Der oberständige Fruchtknoten ist eiförmig. Die drei aufrechten, dünnen Griffel sind 5 bis 7 Millimeter lang.

### Frucht und Samen
Die grüne oder strohfarbene, eiförmig-zylindrische Kapselfrucht mit spitzem Ende ist mit einer Länge von 8 bis 10 Millimetern höchstens wenig länger als die noch vorhandenen Kelchblätter. Die Kapselfrucht öffnet sich bei Reife mit sechs Klappen und enthält viele Samen. Die dunkel-rötlich-braunen bis schwarz-braunen Samen sind bei einem Durchmesser von 1,2 bis 1,5 Millimetern fast kugelig und besitzen eine deutlich runzelige bis warzige Oberfläche.

### Chromosomenzahl
Die Chromosomenzahlen betragen 2n = etwa 100 bis 130 bis 188 (in Europa) bis etwa 198, aber auch 26.

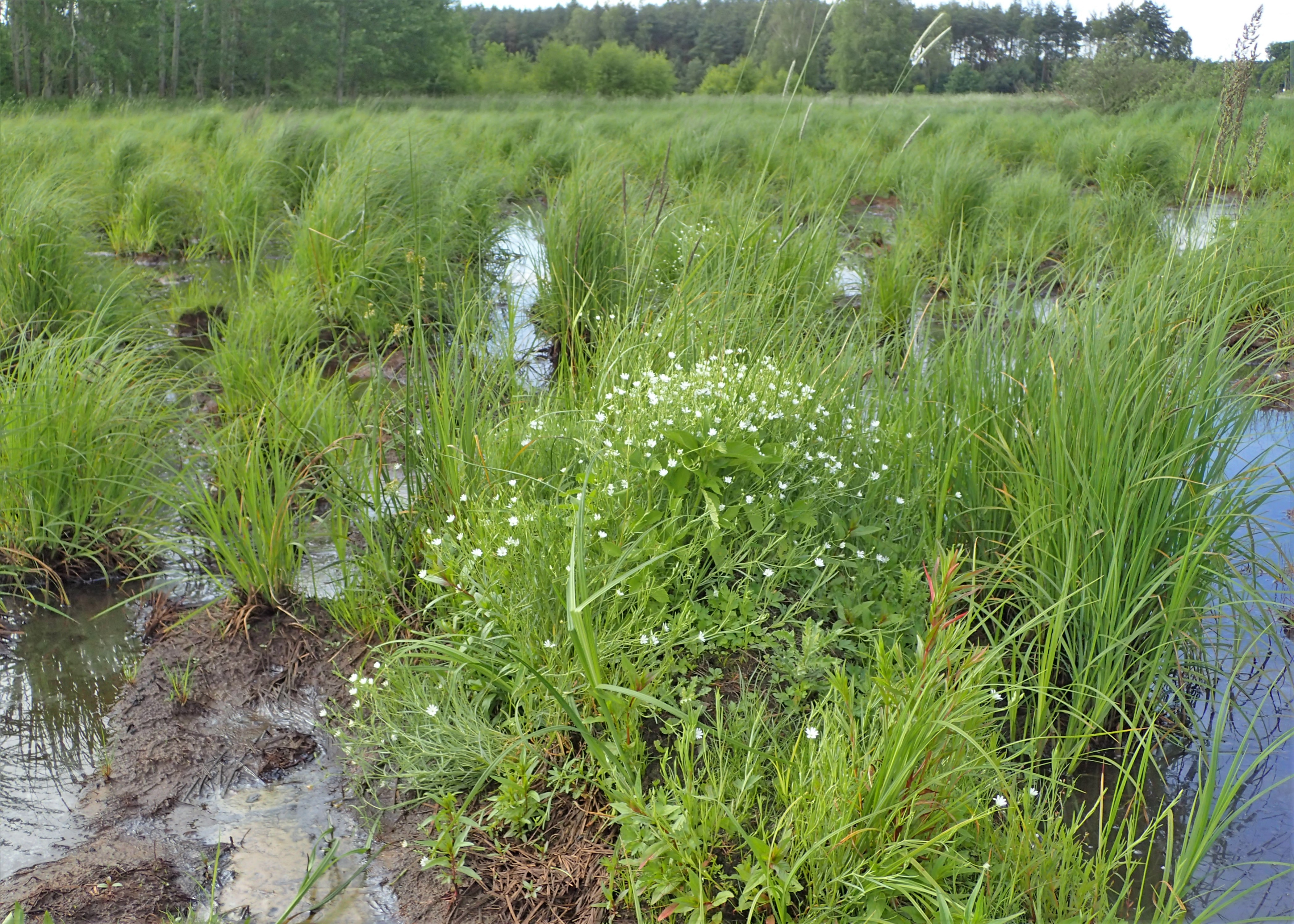
Habitat

## Vorkommen und Gefährdung
Die Sumpf-Sternmiere besitzt ein weites eurasisches Verbreitungsgebiet. Vorkommen sind in Europa, Vorderasien, Russland, Kasachstan, Afghanistan, Japan, in der Mongolei und in den chinesischen Provinzen Gansu, Hebei, Heilongjiang, Henan, Liaoning, Nei Mongol, Shandong, Shaanxi, Shanxi, Sichuan sowie Yunnan bekannt. Nach Oberdorfer handelt es sich um eine nordisch-eurasiatisch (nordische, auch im eurasiatischen Raum vorkommende Arten) vorkommende Art. Sie kommt in Europa in fast allen Ländern vor und fehlt nur in Portugal, Spanien, Island, Belarus, Slowenien, Bosnien und Herzegowina, Montenegro, Nordmazedonien, Griechenland, Moldau und im europäischen Teil der Türkei. In der Schweiz ist die Sumpf-Sternmiere „ausgestorben“. Beispielsweise in Québec ist sie ein Neophyt.
Die Sumpf-Sternmiere ist im Gesamtverbreitungsgebiet nicht gefährdet. In Deutschland ist die Sumpf-Sternmiere im Norden verbreitet, im Süden seltener und im Alpenraum fehlend. In Österreich kommt sie nur in Ober- und Niederösterreich vor. In Österreich gilt sie als sehr selten, dort gedeiht sie in den Flusstälern von Donau und March. In Nieder- und Oberösterreich steht sie in der Roten Liste unter „Vom Aussterben bedroht“. In Südbayern ist sie sehr selten. Hier kommt sie z. B. im Ampermoos und im Loisachtal bei Beuerberg vor. Die Gefährdung wird nach Roter Liste Bayern 2003 und Roter Liste Deutschland 1996 als 3 = „gefährdet“ eingestuft.
Diese kalkmeidende Pflanze findet man auf feuchten und sumpfigen Wiesen, an Ufern, sowie Gräben in der kollinen Höhenstufe. Als Informationen zu den Pflanzengesellschaften, in denen die Sumpf-Sternmiere vorkommt, wird sie als Kennart der Ordnung Caricetalia fuscae W.Koch 1926 em. Nordh. 1937 genannt. Ihre Hauptvorkommen liegen in den Verbänden  Magnocaricion W.Koch 1926 und Calthion Tx. 1937. Die ökologischen Zeigerwerte nach Landolt et al. 2010 sind in der Schweiz: Feuchtezahl F = 4w+ (sehr feucht aber stark wechselnd), Lichtzahl L = 3 (halbschattig), Reaktionszahl R = 3 (schwach sauer bis neutral), Temperaturzahl T = 3+ (unter-montan und ober-kollin), Nährstoffzahl N = 3 (mäßig nährstoffarm bis mäßig nährstoffreich), Kontinentalitätszahl K = 3 (subozeanisch bis subkontinental).

## Taxonomie
Die Erstveröffentlichung von Stellaria palustris erfolgte 1791 durch Georg Franz Hoffmann in Deutschlands Flora oder Botanisches Taschenbuch für das Jahr 1791. Erlangen, Band 1, S. 152. Er hatte den Namen von Jakob Friedrich Ehrhart übernommen. Ein Homonym ist Stellaria palustris Ehrh. ex Retz. das 1795 in Anders Jahan Retzius: Florae Scandinaviae Prodromus .... 2. Auflage, S. 106 veröffentlicht wurde. Weitere Synonyme für Stellaria palustris Ehrh. ex Hoffm. sind: Alsine glauca (With.) Britton, Stellaria barthiana Schur, Stellaria dilleniana Moench, Stellaria fennica auct. non (Murb.) Perfil., Stellaria glauca With., Stellaria graminea L. var. palustris Roth, Stellaria heterophylla Magnin, Stellaria laxmannii DC., Stellaria litigiosa Magnin, Stellaria moenchii Magnin.